# Ignacio Manuel Altamirano, Tamaulipas
Ignacio Manuel Altamirano är en ort i Mexiko.   Den ligger i kommunen El Mante och delstaten Tamaulipas, i den centrala delen av landet, 400 km norr om huvudstaden Mexico City. Ignacio Manuel Altamirano ligger 60 meter över havet och antalet invånare är 130.
Terrängen runt Ignacio Manuel Altamirano är mycket platt. Runt Ignacio Manuel Altamirano är det ganska glesbefolkat, med 43 invånare per kvadratkilometer. Närmaste större samhälle är Gustavo A. Madero, 16,7 km nordost om Ignacio Manuel Altamirano. Trakten runt Ignacio Manuel Altamirano består till största delen av jordbruksmark.